# Jag gav mitt liv för dig
Jag gav mitt liv för dig är en psalmsång med fyra 6-radiga verser med text från 1858 av Frances Ridley Havergal. Sången översattes 1893 till svenska av Erik Nyström.
Musiken komponerad av Philip Paul Bliss.

## Publicerad i
- Metodistkyrkans psalmbok 1896 som nr 264 under rubriken "Sjelfuppoffring".
- Musik till Frälsningsarméns sångbok 1907 som nr 301
- Frälsningsarméns sångbok 1929 som nr 512 under rubriken "Långfredag"
- Segertoner 1930 som nr 106 under rubriken "Överlåtelse och lydnad"
- Frälsningsarméns sångbok 1968 som nr 167 under rubriken "Helgelse".
- Frälsningsarméns sångbok 1990 som nr 416 under rubriken "Helgelse".